# Cupello
Cupello est une commune de la province de Chieti, dans les Abruzzes, en Italie.

## Administration
| Période                                  | Période  | Identité        | Étiquette       | Qualité |
| ---------------------------------------- | -------- | --------------- | --------------- | ------- |
| 14 juin 2004                             | En cours | Angelo Pollutri | Centro-Sinistra |         |
| Les données manquantes sont à compléter. |          |                 |                 |         |

### Communes limitrophes
Fresagrandinaria, Furci, Lentella, Montenero di Bisaccia (CB), Monteodorisio, San Salvo, Vasto.